# Distretto di Malema
Il distretto di Malema è un distretto del Mozambico, facente parte della Provincia di Nampula.